# رود گوآپوره
رود گوآپوره رودی است که به رود ماموره می‌ریزد. این رود از کشورهای برزیل و بولیوی می‌گذرد.